# Castelletto d'Erro
Castelletto d'Erro là một đô thị ở tỉnh Alessandria trong vùng Piedmont của Italia, có vị trí cách khoảng 70 km về phía đông nam của Torino và khoảng 35 km về phía tây nam của Alessandria. Tại thời điểm ngày 31 tháng 12 năm 2004, đô thị này có dân số 144 người và diện tích là 4,7 km².
Castelletto d'Erro giáp các đô thị: Bistagno, Cartosio, Melazzo, Montechiaro d'Acqui, và Ponti.

#### Tower and Church

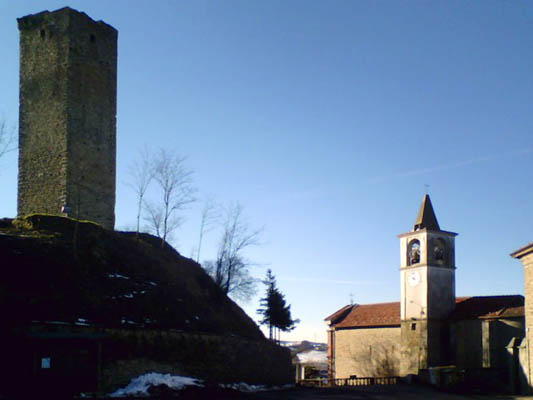
Tháp và nhà thời Castelletto d'Erro (2008)